# Aleksander Mentrak
Aleksander Mentrak – polski lekkoatleta specjalizujący się w biegach krótkich, mistrz Polski w sztafecie.
Reprezentował Warszawiankę. 2 września 1928 zdobył złoty medal Mistrzostw Polski Seniorów w sztafecie 4 × 100 metrów. Jego partnerami byli Wacław Fijałkowski, Feliks Żuber i Aleksander Szenajch.